# European Trophy 2013
Die European Trophy 2013 war die vierte Austragung des gleichnamigen Wettbewerbs, der von den teilnehmenden Eishockeyklubs organisiert und teilweise zur Saisonvorbereitung genutzt wurde. In diesem Jahr nahmen dieselben Mannschaften wie im vorigen Jahr an der Trophy teil. Das Turnier der sechs für das Finale qualifizierten Mannschaften fand unter dem Namen Red Bulls Salute in Berlin statt.

## Teilnehmer
| North Division - EC Red Bull Salzburg - Mountfield HK - Eisbären Berlin (Deutscher Meister) - Hamburg Freezers - HC Kometa Brno - HC Plzeň (Tschechischer Meister) - Luleå HF (Titelverteidiger) - Kärpät Oulu | East Division - Bílí Tygři Liberec - HC ČSOB Pojišťovna Pardubice - Brynäs IF Gävle - Djurgårdens IF Stockholm - Fribourg-Gottéron - SC Bern (Schweizer Meister) - Tappara Tampere - TPS Turku | South Division - HC Slovan Bratislava - UPC Vienna Capitals - HC Sparta Prag - Piráti Chomutov - HV71 Jönköping - Linköping HC - JYP Jyväskylä - KalPa Kuopio | West Division - Adler Mannheim - ERC Ingolstadt - EV Zug - ZSC Lions Zürich - Frölunda HC Göteborg - Färjestad BK Karlstad - HIFK Helsinki - Jokerit Helsinki |

## Vorrunde
In der Vorrunde spielen die 32 Mannschaften in vier Divisionen zu je acht Mannschaften. Jede Mannschaft spielt gegen die sieben anderen Mannschaften der Gruppe und zusätzlich ein achtes Spiel gegen den lokalen Rivalen.

### North Division
| 13. August 2013 17:30 Uhr | HC Plzeň Václav Pletka (12:28) Jakub Jeřábek (56:20) | 2:5 (1:1, 0:3, 1:1) | Mountfield HK Tomáš Knotek (14:42) Martin Podlešák (30:45) Lukáš Květoň (34:33) Vladimír Škoda (37:00) Martin Podlešák (45:16) | ČEZ Aréna, Pilsen Zuschauer: 1.500 |

| 13. August 2013 18:00 Uhr | HC Kometa Brno | 0:4 (0:2, 0:2, 0:0) | EC Red Bull Salzburg Konstantin Komarek (11:38) Doug Lynch (14:28) Garrett Roe (19:30) Manuel Latusa (23:19) | Kajot Arena, Brno Zuschauer: 2.658 |

| 13. August 2013 18:30 Uhr | Kärpät Oulu | 0:4 (0:1, 0:1, 0:2) Spielbericht | Eisbären Berlin Barry Tallackson (6:55) Laurin Braun (21:49) Darin Olver (53:20) Barry Tallackson (55:50) | Energia Areena, Oulu Zuschauer: 4.210 |

| 13. August 2013 19:00 Uhr | Luleå HF Linus Klasen (15:09) Linus Persson (20:17) Daniel Mannberg (36:02) | 3:1 (1:0, 2:1, 0:0) Spielbericht | Hamburg Freezers David Wolf (56:13) | Coop Arena, Luleå Zuschauer: 3.326 |

| 15. August 2013 17:30 Uhr | Mountfield HK Rudolf Červený (59:02) | 1:5 (0:1, 0:2, 1:2) Spielbericht | HC Kometa Brno Tomáš Svoboda (3:58) Vilém Burian (29:01) Tomáš Svoboda (32:37) Martin Dočekal (42:32) Jakub Koreis (54:29) | Zimní stadion, Hradec Králové Zuschauer: 1.328 |

| 16. August 2013 19:15 Uhr | EC Red Bull Salzburg Mitch Wahl (37:37) Joe Motzko (52:57) | 2:3 (0:0, 1:3, 1:0) Spielbericht | HC Plzeň Štěpán Novotný (25:48) Patrik Petruška (27:44) Jakub Lev (38:58) | Eisarena, Salzburg Zuschauer: 1.680 |

| 17. August 2013 18:30 Uhr | Hamburg Freezers Garrett Festerling (4:30) James Bettauer (26:45) Matt Pettinger (55:26) Garrett Festerling (59:20) | 4:5 (1:2, 1:2, 2:1) Spielbericht | Kärpät Oulu Joonas Kemppainen (9:20) David Květoň (12:31) Mikko Alikoski (36:49) Mika Pyörälä (39:25) Joonas Kemppainen (48:16) | Eisarena, Bremerhaven Zuschauer: 2.200 |

| 17. August 2013 18:30 Uhr | Eisbären Berlin Frank Hördler (45:51) | 1:4 (0:1, 0:2, 1:1) Spielbericht | Luleå HF Dean Kukan (9:28) Linus Persson (25:05) Per Ledin (26:41) Linus Klasen (53:38) | O2 World, Berlin Zuschauer: 6.100 |

| 23. August 2013 17:30 Uhr | Mountfield HK Roman Vrablik (23:44) | 1:2 (0:1, 1:0, 0:1) Spielbericht | Luleå HF Linus Klasen (8:06) Lucas Wallmark (53:06) | Zimní stadion, Hradec Králové Zuschauer: 1.098 |

| 23. August 2013 18:00 Uhr | HC Kometa Brno David Nosek (5:19) Hynek Zohorna (13:35) Leoš Čermák (20:52) Leoš Čermák (34:11) Vilem Burian (34:42) | 5:2 (2:1, 3:1, 0:0) Spielbericht | Hamburg Freezers David Wolf (13:13) David Wolf (30:43) | Kajot Arena, Brno Zuschauer: 2.630 |

| 23. August 2013 19:15 Uhr | EC Red Bull Salzburg Michael Boivin (14:07) Matt Keith (35:05) (PS) Mitch Wahl (43:50) | 3:2 (1:0, 1:1, 1:1) Spielbericht | Kärpät Oulu Mikko Lehtonen (38:57) Atte Ohtamaa (46:16) | Eisarena, Salzburg Zuschauer: 1.510 |

| 24. August 2013 17:30 Uhr | HC Plzeň Jiří Hanzlík (8:14) Jakub Lev (16:21) | 2:0 (2:0, 0:0, 0:0) Spielbericht | Eisbären Berlin | ČEZ Aréna, Pilsen Zuschauer: 2.500 |

| 25. August 2013 17:00 Uhr | Mountfield HK Rastislav Dej (22:58) Rastislav Dej (59:30) | 2:3 (0:2, 1:1, 1:0) Spielbericht | Kärpät Oulu Ville Pokka (9:45) Mika Pyörälä (16:06) Mika Pyörälä (34:02) | Zimní stadion, Hradec Králové Zuschauer: 1.519 |

| 25. August 2013 17:00 Uhr | HC Kometa Brno Pavel Jenys (16:57) Tomáš Svoboda (PS) | 2:1 n. P. (1:0, 0:0, 0:1, 0:0, 1:0) Spielbericht | Eisbären Berlin T. J. Mulock (59:07) | Kajot Arena, Brno Zuschauer: 2.825 |

| 25. August 2013 17:30 Uhr | EC Red Bull Salzburg Thomas Raffl (24:44) Evan Brophey (47:34) Evan Brophey (58:14) Konstantin Komarek (PS) | 4:3 n. P. (0:1, 1:1, 2:1, 0:0, 1:0) Spielbericht | Luleå HF Andreas Hjelm (7:47) Johan Forsberg (27:31) Linus Klasen (40:42) | Eisarena, Salzburg Zuschauer: 1.020 |

| 25. August 2013 17:30 Uhr | HC Plzeň Václav Pletka (21:42) Patrik Petruska (37:04) Ondřej Kratěna (PS) | 3:2 n. P. (0:1, 2:1, 0:0, 0:0, 1:0) Spielbericht | Hamburg Freezers Morten Madsen (7:27) Frédérik Cabana (31:24) | ČEZ Aréna, Pilsen Zuschauer: 1.500 |

| 30. August 2013 18:30 Uhr | Kärpät Oulu Mika Pyörälä (36:37) | 1:3 (0:1, 1:0, 0:2) Spielbericht | HC Plzeň Ondřej Kratěna (16:48) Tomáš Sýkora (44:39) Ondřej Kratěna (58:09) | Energia Areena, Oulu Zuschauer: 3.580 |

| 30. August 2013 19:00 Uhr | Luleå HF Linus Persson (4:01) Cam Abbott (10:14) Per Ledin (10:43) Per Ledin (29:01) Per Ledin (49:41) | 5:1 (3:0, 1:1, 1:0) Spielbericht | HC Kometa Brno Tomáš Svoboda (36:48) | Coop Arena, Luleå Zuschauer: 3.545 |

| 30. August 2013 19:30 Uhr | Eisbären Berlin Darin Olver (20:59) Frank Hördler (34:23) Laurin Braun (37:24) Florian Busch (53:55) | 4:1 (0:0, 3:0, 1:1) Spielbericht | Mountfield HK Michal Švihálek (47:58) | Wellblechpalast, Berlin Zuschauer: 3.100 |

| 30. August 2013 19:30 Uhr | Hamburg Freezers Matt Pettinger (10:16) Garrett Festerling (24:25) Thomas Oppenheimer (32:35) Morten Madsen (55:42) Philippe Dupuis (59:18) | 5:0 (1:0, 2:0, 2:0) Spielbericht | EC Red Bull Salzburg | SE Arena, Vojens Zuschauer: 1.600 |

| 31. August 2013 17:00 Uhr | Kärpät Oulu Ville-Valtteri Leskinen (18:32) Mika Pyörälä (44:45) | 2:1 (1:0, 0:0, 1:1) Spielbericht | HC Kometa Brno Martin Docekal (47:48) | Energia Areena, Oulu Zuschauer: 3.021 |

| 31. August 2013 18:30 Uhr | Luleå HF Linus Persson (37:18) | 1:0 (0:0, 1:0, 0:0) Spielbericht | HC Plzeň | Coop Arena, Luleå Zuschauer: 3.623 |

| 1. September 2013 14:30 Uhr | Hamburg Freezers Morten Madsen (53:47) Julian Jakobsen (54:51) | 2:5 (0:2, 0:2, 2:1) Spielbericht | Mountfield HK Jakub Suja (7:30) Jakub Marek (17:14) Lukáš Květoň (27:34) Jakub Langhammer (35:04) Lukáš Květoň (55:10) | Eissporthalle Farmsen, Hamburg Zuschauer: 1.623 |

| 1. September 2013 16:30 Uhr | Eisbären Berlin Barry Tallackson (27:29) Laurin Braun (39:29) T. J. Mulock (43:40) Laurin Braun (45:07) Barry Tallackson (59:41) | 5:4 (0:1, 2:2, 3:1) Spielbericht | EC Red Bull Salzburg Mitch Wahl (7:27) Manuel Latusa (32:07) Garrett Roe (36:45) Daniel Welser (47:10) | Wellblechpalast, Berlin Zuschauer: 3.700 |

| 6. September 2013 17:30 Uhr | Mountfield HK Rastislav Dej (3:19) Jakub Suja (24:54) Peter Frühauf (31:06) Jiri Simanek (38:25) | 4:5 (1:1, 3:2, 0:2) Spielbericht | EC Red Bull Salzburg Manuel Latusa (18:08) Mitch Wahl (28:01) Troy Milam (37:54) Dominique Heinrich (42:57) Manuel Latusa (46:13) | Zimní stadion, Hradec Králové Zuschauer: 0676 |

| 6. September 2013 18:00 Uhr | HC Kometa Brno Jakub Koreis (13:14)PP2 Radek Duda (39:25) Vojtech Nemec (PS) | 3:2 n. P. (1:1, 0:1, 1:0, 0:0, 1:0) Spielbericht | HC Plzeň Martin Straka (0:20) Michal Kempný (49:45) | Kajot Arena, Brno Zuschauer: 2.360 |

| 6. September 2013 18:30 Uhr | Kärpät Oulu Ari Vallin (26:21) Ivan Huml (27:04) Mikko Alikoski (28:47) Sakari Manninen (43:46) Jari Viuhkola (48:13) Juho Keränen (59:35) | 6:2 (0:1, 3:0, 3:1) Spielbericht | Luleå HF Anton Hedman (2:06) Andreas Hjelm (51:13) | Energia Areena, Oulu Zuschauer: 3.010 |

| 6. September 2013 19:30 Uhr | Eisbären Berlin T. J. Mulock (0:17) Daniel Weiß (26:32) Shawn Lalonde (36:31) Darin Olver (37:24) | 4:6 (1:3, 3:2, 0:1) Spielbericht | Hamburg Freezers Morten Madsen (4:24) Johan Ejdepalm (17:09) Nico Krämmer (18:23) Morten Madsen (20:53) Morten Madsen (38:28) Philippe Dupuis (59:37) | O2 World, Berlin Zuschauer: 5.600 |

| 8. September 2013 14:30 Uhr | Hamburg Freezers Frédérik Cabana (7:53) Morten Madsen (21:13) Morten Madsen (24:43) David Wolf (33:15) Philippe Dupuis (35:21) Julian Jakobsen (38:48) | 6:2 (1:1, 5:0, 0:1) Spielbericht | Eisbären Berlin Henry Haase (14:30) Alex Trivellato (56:02) | O2 World, Hamburg Zuschauer: 6.057 |

| 8. September 2013 17:00 Uhr | Luleå HF Chris Abbott (12:34) Andreas Hjelm (41:41) | 2:0 (1:0, 0:0, 1:0) Spielbericht | Kärpät Oulu | Coop Arena, Luleå Zuschauer: 3.769 |

| 8. September 2013 17:30 Uhr | EC Red Bull Salzburg Mark Cullen (10:40) Andreas Kristler (27:28) Andreas Kristler (37:44) Andreas Kristler (57:29) | 4:1 (1:1, 2:0, 1:0) Spielbericht | Mountfield HK Martin Podlešák (11:33) | Eisarena, Salzburg Zuschauer: 1.220 |

| 8. September 2013 17:30 Uhr | HC Plzeň Jan Schleiss (5:45) Vojtěch Mozík (44:14) | 2:3 n. V. (1:0, 0:2, 1:0, 0:1) Spielbericht | HC Kometa Brno Libor Pivko (24:07) Leoš Čermák (27:26) Michal Kempný (60:59) | ČEZ Aréna, Pilsen Zuschauer: 1.252 |

| Pl. |                      | Sp | S | OTS | OTN | N | Tore  | Punkte |
| 1.  | Luleå HF             | 8  | 6 | 0   | 1   | 1 | 22:14 | 19     |
| 2.  | EC Red Bull Salzburg | 8  | 4 | 1   | 0   | 3 | 26:23 | 14     |
| 3.  | HC Plzeň 1929        | 8  | 3 | 1   | 2   | 2 | 17:17 | 13     |
| 4.  | HC Kometa Brno       | 8  | 2 | 3   | 0   | 3 | 20:19 | 12     |
| 5.  | Kärpät Oulu          | 8  | 4 | 0   | 0   | 4 | 19:21 | 12     |
| 6.  | Hamburg Freezers     | 8  | 3 | 0   | 1   | 4 | 28:27 | 10     |
| 7.  | Eisbären Berlin      | 8  | 3 | 0   | 1   | 4 | 21:25 | 10     |
| 8.  | Mountfield HK        | 8  | 2 | 0   | 0   | 6 | 20:27 | 6      |

### East Division
| 13. August 2013 18:30 Uhr | Tappara Tampere Teemu Aalto (26:01) Pekka Jormakka (47:39) | 2:3 (0:0, 1:3, 1:0) Spielbericht | Djurgårdens IF Stockholm Henrik Eriksson (26:17) Måns Krüger (28:13) Mattias Guter (30:25) | Hakametsä, Tappara Zuschauer: 2.026 |

| 13. August 2013 19:00 Uhr | TPS Turku Tero Koskiranta (25:28) Krister Mähönen (52:38) Matias Sointu (59:19) | 3:2 (0:0, 1:2, 2:0) Spielbericht | Brynäs IF Gävle Jonas Nordqvist (20:17) Andreas Thuresson (33:54) | HK-areena, Turku Zuschauer: 2.407 |

| 13. August 2013 19:45 Uhr | Fribourg-Gotteron Benjamin Plüss (20:54) Marc-Antoine Pouliot (29:00) Sandy Jeannin (42:14) Julien Sprunger (56:00) Sebastian Schilt (56:35) | 5:4 (0:3, 2:1, 3:0) Spielbericht | Bílí Tygři Liberec Martin Čakajík (1:07) Tomáš Pospíšil (4:19) Tomáš Filippi (18:35) Antonín Dušek (33:20) | BCF-Arena, Freiburg Zuschauer: 2.450 |

| 15. August 2013 19:00 Uhr | Djurgårdens IF Stockholm Markus Seikola (8:58) Dustin Johner (40:58) Marcus Sörensen (46:18) Markus Ljungh (48:03) Mattias Guter (PS) | 5:4 n. P. (0:1, 1:3, 3:0; 0:0; 1:0) Spielbericht | TPS Turku Mattias Kalin (27:51) Niklas Friman (29:13) Steven Seigo (32:44) Henri Tuominen (37:49) | Hovet, Stockholm Zuschauer: 1.892 |

| 15. August 2013 19:00 Uhr | Brynäs IF Gävle Dennis Persson (31:29) Johan Harju (34:12) | 2:1 (0:0, 2:1, 0:0) Spielbericht | Tappara Tampere Pasi Puistola (35:54) | Läkerol Arena, Gävle Zuschauer: 2.135 |

| 15. August 2013 19:30 Uhr | SC Bern | 0:3 (0:1, 0:2, 0:0) Spielbericht | HC ČSOB Pojišťovna Pardubice Tomáš Nosek (19:47) Tomáš Zohorna (23:26) Petr Sýkora (24:46) | Sportarena, Adelboden Zuschauer: 0750 |

| 20. August 2013 18:00 Uhr | HC ČSOB Pojišťovna Pardubice Radoslav Tybor (45:34) Josef Marha (49:03) Robert Kousal (59:55) | 3:4 n. P. (0:1, 0:2, 3:0; 0:0; 0:1) Spielbericht | Fribourg-Gotteron Joel Kwiatkowski (0:11) Antti Miettinen (22:52) Greg Mauldin (25:19) Julien Sprunger (PS) | ČEZ Aréna, Pardubice Zuschauer: 1.130 |

| 20. August 2013 18:30 Uhr | Bílí Tygři Liberec Tomáš Filippi (5:14) Michal Bulíř (31:02) | 2:4 (1:3, 1:0, 0:1) Spielbericht | SC Bern Byron Ritchie (8:33) Tristan Scherwey (15:49) Travis Roche (19:54) Geoff Kinrade (47:33) | Tipsport Arena, Liberec Zuschauer: 0600 |

| 22. August 2013 18:00 Uhr | TPS Turku Shaone Morrisonn (22:42) Dan Sexton (PS) | 2:1 n. P. (0:1, 1:0, 0:0, 0:0, 1:0) Spielbericht | Fribourg-Gotteron Benjamin Plüss (1:03) | HK-areena, Turku Zuschauer: 2.455 |

| 23. August 2013 18:30 Uhr | TPS Turku Francis Paré (22:51) Francis Paré (26:43) Charles Bertrand (32:56) Rasmus Kulmala (35:35) Charles Bertrand (50:05) | 5:3 (0:3, 4:0, 1:0) Spielbericht | SC Bern Philippe Furrer (3:18) Travis Roche (4:42) Flurin Randegger (7:59) | HK-areena, Turku Zuschauer: 3.052 |

| 23. August 2013 18:30 Uhr | Tappara Tampere Philip McRae (2:48) Nick Bailen (6:40) Jarkko Malinen (11:13) Jarkko Malinen (48:15) Antti Erkinjuntti (49:16) | 5:3 (3:1, 0:2, 2:0) Spielbericht | Fribourg-Gotteron Benjamin Plüss (12:28) Adam Hasani (28:37) Julien Sprunger (29:10) | Hakametsä, Tappara Zuschauer: 1.765 |

| 23. August 2013 19:00 Uhr | Djurgårdens IF Stockholm Marcus Sörensen (7:21) Marcus Sörensen (11:12) Mikael Ahlén (48:59) | 3:2 (2:0, 0:1, 1:1) Spielbericht | HC ČSOB Pojišťovna Pardubice Tomáš Nosek (29:14) Josef Marha (46:38) | Hovet, Stockholm Zuschauer: 1.678 |

| 23. August 2013 19:00 Uhr | Brynäs IF Gävle Emil Molin (28:37) Andreas Thuresson (35:32) Andreas Thuresson (57:11) Greg Scott (59:38) | 4:3 (0:0, 2:2, 2:1) Spielbericht | Bílí Tygři Liberec Tomáš Filippi (21:44) Tomáš Filippi (31:25) Koba Jass (42:39) | Läkerol Arena, Gävle Zuschauer: 2.141 |

| 24. August 2013 16:00 Uhr | Djurgårdens IF Stockholm Steve Saviano (15:24) Sam Lofquist (30:50) Michael Holmqvist (35:51) | 3:2 (1:1, 2:0, 0:1) Spielbericht | Bílí Tygři Liberec Jan Víšek (15:44) Martin Čakajík (42:12) | Hovet, Stockholm Zuschauer: 1.494 |

| 24. August 2013 16:00 Uhr | Brynäs IF Gävle Andreas Thuresson (7:21) | 1:4 (1:1, 0:1, 0:2) Spielbericht | HC ČSOB Pojišťovna Pardubice Tomáš Zohorna (7:42) Jiří Cetkovský (28:17) Jiří Cetkovský (46:31) Radoslav Tybor (47:20) | Läkerol Arena, Gävle Zuschauer: 1.914 |

| 24. August 2013 18:30 Uhr | Tappara Tampere Nick Bailen (33:18) Jan-Mikael Järvinen (38:42) Chris Connolly (53:42) | 3:1 (0:0, 2:1, 1:0) | SC Bern Philippe Furrer (28:30) | Hakametsä, Tappara Zuschauer: 2.510 |

| 30. August 2013 18:00 Uhr | HC ČSOB Pojišťovna Pardubice Jiří Cetkovský (26:01) | 1:4 (0:2, 1:1, 0:1) Spielbericht | TPS Turku Jere Pulli (6:29) Francis Paré (10:50) Markus Seikola (31:38) Veli-Matti Vittasmäki (48:09) | ČEZ Aréna, Pardubice Zuschauer: 1.685 |

| 30. August 2013 18:30 Uhr | Bílí Tygři Liberec Petr Nedvěd (1:16) Petr Kica (24:55) Antonín Dušek (34:56) Tomáš Bulik (38:31) Koba Jass (43:28) Jiří Hunkes (59:48) | 6:4 (1:0, 3:1, 2:3) Spielbericht | Tappara Tampere Jarkko Malinen (32:54) Jarkko Malinen (40:22) Kristian Kuusela (55:39) Jarkko Malinen (57:32) | Tipsport Arena, Liberec Zuschauer: 1.492 |

| 30. August 2013 19:45 Uhr | Fribourg-Gotteron Sandy Jeannin (20:46) Benjamin Plüss (45:45) Anthony Huguenin (64:03) | 3:2 n. V. (0:1, 1:1, 1:0, 1:0) Spielbericht | Brynäs IF Gävle Emil Molin (9:01) Christian Djoos (35:45) | BCF-Arena, Freiburg Zuschauer: 1.600 |

| 30. August 2013 19:45 Uhr | SC Bern Simon Moser (26:00) Michaël Loichat (41:18) Geoff Kinrade (61:39) | 3:2 n. V. (0:1, 1:1, 1:0, 1:0) Spielbericht | Djurgårdens IF Stockholm Sam Lofquist (15:32) Marcus Sörensen (36:31) | Sportarena, Adelboden Zuschauer: 1.392 |

| 31. August 2013 17:30 Uhr | Fribourg-Gotteron | 0:1 (0:0, 0:1, 0:0) Spielbericht | Djurgårdens IF Stockholm Michael Holmqvist (33:53) | BCF-Arena, Freiburg Zuschauer: 2.700 |

| 31. August 2013 18:00 Uhr | HC ČSOB Pojišťovna Pardubice Petr Sýkora (48:42) Radovan Somík (56:28) Tomáš Zohorna (PS) | 3:2 n. P. (0:1, 0:0, 2:1, 0:0, 1:0) Spielbericht | Tappara Tampere Olli Palola (12:39) Jarkko Malinen (58:00) | ČEZ Aréna, Pardubice Zuschauer: 1.325 |

| 31. August 2013 19:45 Uhr | SC Bern Andreas Hänni (3:57) | 1:2 (1:1, 0:0, 0:1) Spielbericht | Brynäs IF Gävle Anton Rödin (14:52) Anton Rödin (55:04) | Sportarena, Adelboden Zuschauer: 1.507 |

| 1. September 2013 17:30 Uhr | Bílí Tygři Liberec Jiří Hunkes (33:51) Petr Vampola (42:31, 59:55) | 3:1 (0:0, 1:1, 2:0) Spielbericht | TPS Turku Veli-Matti Vittasmäki (25:01) | Tipsport Arena, Liberec Zuschauer: 1.125 |

| 5. September 2013 18:30 Uhr | TPS Turku Jere Pulli (55:00) | 1:2 n. P. (0:0, 0:0, 1:1, 0:0, 0:1) Spielbericht | Tappara Tampere Nick Bailen (59:20) Pekka Jormakka (PS) | HK-areena, Turku Zuschauer: 3.578 |

| 5. September 2013 19:45 Uhr | Fribourg-Gotteron Greg Mauldin (9:18) Antti Miettinen (12:30) Greg Mauldin (20:52) Thibaut Monnet (34:18) Adrien Lauper (59:38) | 5:3 (2:1, 2:0, 1:2) Spielbericht | SC Bern Ryan Gardner (15:06) Mikko Lehtonen (52:02) Joël Vermin (55:59) | BCF-Arena, Freiburg Zuschauer: 2.579 |

| 6. September 2013 18:00 Uhr | HC ČSOB Pojišťovna Pardubice Robert Kousal (2:48) Petr Sýkora (5:36) Jan Kolá (6:48) Petr Sýkora (14:34) | 4:3 (4:1, 0:2, 0:0) Spielbericht | Bílí Tygři Liberec Martin Bartek (8:38) Tomáš Filippi (12:48) Petr Kolmann (25:40) | ČEZ Aréna, Pardubice Zuschauer: 0858 |

| 6. September 2013 18:00 Uhr | Brynäs IF Gävle Greg Scott (6:19) Simon Bertilsson (8:10) Andreas Thuresson (42:16) Simon Bertilsson (50:18) Robin Jacobsson (56:06) | 5:4 (2:0, 0:1, 3:3) Spielbericht | Djurgårdens IF Stockholm Michael Holmqvist (23:41) Henrik Eriksson (51:47) Marcus Sörensen (56:26) Mattias Guter (58:03) | Läkerol Arena, Gävle Zuschauer: 2.932 |

| 6. September 2013 18:30 Uhr | Tappara Tampere Pekka Jormakka (17:50) Nick Bailen (32:19) Jukka Peltola (37:31) Jan-Mikael Järvinen (47:10) Olli Palola (57:56) | 5:3 (1:0, 2:2, 2:1) Spielbericht | TPS Turku Krister Mähönen (24:46) Dan Sexton (27:42) Dan Sexton (57:31) | Hakametsä, Tappara Zuschauer: 1.918 |

| 7. September 2013 16:00 Uhr | Djurgårdens IF Stockholm Mattias Guter (24:28) Marcus Sörensen (40:56) Markus Ljungh (54:47) Mikael Ahlén (57:34) Robin Norell (58:01) | 5:2 (0:0, 1:2, 4:0) Spielbericht | Brynäs IF Gävle | Hovet, Stockholm Zuschauer: 2.968 |

| 7. September 2013 19:45 Uhr | SC Bern Daniel Rubin (9:14) Mikko Lehtonen (20:59) Daniel Rubin (47:51) Pascal Berger (59:08) | 4:2 (1:0, 1:1, 2:1) | Fribourg-Gotteron Michaël Ngoy (32:19) Andrei Bykov (53:11) | PostFinance-Arena, Bern |

| 8. September 2013 17:30 Uhr | Bílí Tygři Liberec Antonín Dušek (39:30) Michal Bulir (58:39) Petr Vampola (59:30) | 3:2 (0:0, 1:2, 2:0) Spielbericht | HC ČSOB Pojišťovna Pardubice Jan Veselý (24:52) Jiří Vasicek (30:18) | Tipsport Arena, Liberec Zuschauer: 1.472 |

| Pl. |                              | Sp | S | OTS | OTN | N | Tore  | Punkte |
| 1.  | Djurgårdens IF Stockholm     | 8  | 5 | 1   | 1   | 1 | 26:20 | 18     |
| 2.  | TPS Turku                    | 8  | 3 | 1   | 2   | 2 | 23:22 | 13     |
| 3.  | Brynäs IF Gävle              | 8  | 4 | 0   | 1   | 3 | 20:24 | 13     |
| 4.  | Tappara Tampere              | 8  | 3 | 1   | 1   | 3 | 24:22 | 12     |
| 5.  | HC ČSOB Pojišťovna Pardubice | 8  | 3 | 1   | 1   | 3 | 22:20 | 12     |
| 6.  | Fribourg-Gottéron            | 8  | 2 | 2   | 1   | 3 | 23:24 | 11     |
| 7.  | Bílí Tygři Liberec           | 8  | 3 | 0   | 0   | 5 | 26:27 | 9      |
| 8.  | SC Bern                      | 8  | 2 | 1   | 0   | 5 | 19:24 | 8      |

### South Division
| 6. August 2013 17:30 Uhr | Piráti Chomutov Petr Mainer (33:52) | 1:6 (0:1, 1:2, 0:3) Spielbericht | HC Sparta Prag Petr Kumstát (6:11) Lukáš Pech (21:15) Jan Buchtele (27:57) Daniel Přibyl (50:31) Tomáš Rolinek (52:17) Jan Piskáček (54:05) | Sportarena, Chomutov Zuschauer: 2.783 |

| 9. August 2013 18:00 Uhr | HC Slovan Bratislava Michal Sersen (6:00) Michal Sersen (8:47) Andrej Šťastný (19:46) Richard Mráz (22:12) Milan Bartovič (34:31) Libor Hudáček (39:10) | 6:2 (3:0, 3:1, 0:1) Spielbericht | UPC Vienna Capitals Markus Schlacher (27:21) Mike Ouellette (51:20) | Slovnaft Arena, Bratislava Zuschauer: 8.090 |

| 13. August 2013 17:30 Uhr | Piráti Chomutov Jaroslav Svoboda (17:54) Lukáš Pulpán (23:10) Marek Sikora (26:29) Jaroslav Svoboda (48:40) Jaroslav Svoboda (62:04) | 5:4 n. V. (1:2, 2:0, 1:2, 1:0) Spielbericht | UPC Vienna Capitals Benoît Gratton (11:53) Jonathan Ferland (12:54) Benoît Gratton (47:12) Markus Schlacher (47:39) | Sportarena, Chomutov Zuschauer: 2.281 |

| 13. August 2013 18:00 Uhr | HC Sparta Prag Vladimír Sičák (37:38) Karel Pilař (59:11) | 3:2 n. P. (0:0, 1:0, 1:2, 0:0, 1:0) Spielbericht | HC Slovan Bratislava Milan Bartovič (43:45) Michal Vondrka (44:40) | Slovnaft Arena, Bratislava Zuschauer: 10.055 |

| 13. August 2013 18:30 Uhr | JYP Jyväskylä Max Wärn (16:58) Joonas Sammalmaa (25:51) | 2:1 (1:1, 1:0, 0:0) Spielbericht | HV71 Jönköping Johan Lindström (8:56) | Synergia-areena, Jyväskylä Zuschauer: 2.555 |

| 13. August 2013 18:30 Uhr | KalPa Kuopio | 0:3 (0:2, 0:0, 0:1) Spielbericht | Linköping HC Mattias Bäckman (3:25) Daniel Grillfors (19:01) Mattias Sjögren (58:46) | Trust Kapital Areena, Kuopio Zuschauer: 2.410 |

| 15. August 2013 18:00 Uhr | HC Slovan Bratislava Michel Miklík (6:31) Michal Vondrka (9:05) Michel Miklik (10:33) Milan Kolena (37:27) Michal Vondrka (59:22) | 5:3 (3:0, 1:1, 1:2) Spielbericht | Piráti Chomutov Ondřej Kaše (33:27) David Hruška (56:37) David Hruška (58:35) | Slovnaft Arena, Bratislava Zuschauer: 9.945 |

| 15. August 2013 18:30 Uhr | UPC Vienna Capitals Dustin Sylvester (17:47) Marcus Olsson (PS) | 2:1 n. P. (0:0, 1:0, 0:1, 0:0, 1:0) Spielbericht | HC Sparta Prag Marek Hrbas (42:54) | Albert-Schultz-Eishalle, Wien Zuschauer: 3.670 |

| 15. August 2013 19:00 Uhr | HV71 Jönköping Janne Kolehmainen (18:33) | 1:2 (0:1, 0:0, 1:1) Spielbericht | KalPa Kuopio Ted Brithén (54:34) Antti Kerälä (58:32) | Kinnarps Arena, Jönköping Zuschauer: 2.678 |

| 15. August 2013 19:00 Uhr | Linköping HC Magnus Johansson (24:57) Marcus Fornell (41:49) | 2:5 (0:0, 1:3, 1:2) Spielbericht | JYP Jyväskylä Markus Nenonen (26:06) Jani Tuppurainen (36:41) Mikko Salmio (38:37) Max Wärn (52:32) Jani Tuppurainen (59:08) | Cloetta Center, Linköping Zuschauer: 2.215 |

| 17. August 2013 18:00 Uhr | UPC Vienna Capitals Kevin Puschnik (19:18) Nikolaus Hartl (25:14) François Fortier (30:56) Rafael Rotter (34:13) | 4:1 (1:0, 3:1, 0:0) Spielbericht | HC Slovan Bratislava Tomáš Mojžíš (26:43) | Albert-Schultz-Eishalle, Wien Zuschauer: 3.130 |

| 23. August 2013 18:30 Uhr | KalPa Kuopio Joona Harjama (22:31) | 1:4 (0:1, 1:2, 0:1) Spielbericht | UPC Vienna Capitals Dustin Sylvester (12:52) François Fortier (37:32) Benoît Gratton (39:35) Justin Keller (55:12) | Trust Kapital Areena, Kuopio Zuschauer: 2.190 |

| 23. August 2013 18:30 Uhr | JYP Jyväskylä Petr Hubáček (5:56) Miika Lathi (42:53) Éric Perrin (58:37) | 3:4 (1:1, 0:0, 2:3) Spielbericht | HC Slovan Bratislava Milan Bartovič (6:30) Juraj Mikúš (20:16) Milan Bartovič (53:32) Mário Bližňák (54:53) | Synergia-areena, Jyväskylä Zuschauer: 2.682 |

| 23. August 2013 19:00 Uhr | HV71 Jönköping Jacob Strindsberg (13:52) William Karlsson (21:17) Riley Holzapfel (24:49) Lawrens Pilut (43:58) Marcus Nilson (58:38) | 5:3 (1:2, 2:1, 2:0) Spielbericht | HC Sparta Prag Jan Buchtele (12:05) Jaroslav Hlinka (19:59) Daniel Přibyl (30:39) | Kinnarps Arena, Jönköping Zuschauer: 2.436 |

| 23. August 2013 19:00 Uhr | Linköping HC Jonas Almtrop (5:20) Jonas Almtrop (25:01) Joachim Rohdin (26:24) Pär Arlbrandt (51:17) | 4:0 (1:0, 2:0, 1:0) Spielbericht | Piráti Chomutov | Cloetta Center, Linköping Zuschauer: 1.432 |

| 24. August 2013 16:00 Uhr | Linköping HC Daniel Grillfors (11:11) Jonas Almtrop (15:10) Joachim Rohdin (56:00) | 3:1 (2:0, 0:1, 1:0) Spielbericht | HC Sparta Prag Karel Kubát (33:04) | Cloetta Center, Linköping Zuschauer: 1.241 |

| 24. August 2013 16:00 Uhr | HV71 Jönköping Aaron Gagnon (6:43) Jason Krog (8:09) Ted Brithén (33:03) Andreas Jämtin (35:06) Eric Andersson (41:59) Sebastian Strandberg (43:35) | 6:1 (2:1, 2:0, 2:0) Spielbericht | Piráti Chomutov David Hruška (19:55) | Kinnarps Arena, Jönköping Zuschauer: 1.848 |

| 24. August 2013 17:00 Uhr | JYP Jyväskylä Jani Tuppurainen (6:58) Yohann Auvitu (9:46) Ramzi Abid (31:44) Mikko Viitanen (44:05) | 4:3 (2:0, 1:1, 1:2) Spielbericht | UPC Vienna Capitals Benoît Gratton (33:45) Markus Schlachter (47:09) Mark Matheson (48:38) | Synergia-areena, Jyväskylä Zuschauer: 2.260 |

| 24. August 2013 17:00 Uhr | KalPa Kuopio Jasse Ikonen (16:25) Miika Koivisto (27:44) Luke Pither (53:28) Luke Pither (59:29) | 4:2 (1:0, 1:0, 2:2) Spielbericht | HC Slovan Bratislava Michal Sersen (45:51) Peter Ölvecký (50:34) | Trust Kapital Areena, Kuopio Zuschauer: 2.099 |

| 30. August 2013 17:00 Uhr | HC Sparta Prag Zdeněk Bahenský (18:22) Petr Ton (27:26) Dominik Pacovský (29:20) Jan Buchtele (45:07) Peter Jánský (PS) | 5:4 n. P. (1:0, 2:2, 1:2, 0:0, 1:0) Spielbericht | JYP Jyväskylä Jani Tuppurainen (34:12) Ossi Louhivaara (39:11) Jani Tuppurainen (47:30) Jyrki Välivaara (53:28) | Tipsport Arena, Prag Zuschauer: 1.048 |

| 30. August 2013 17:30 Uhr | Piráti Chomutov André Lakos (11:42) Tomáš Divíšek (25:48) Jozef Balej (25:59) Tomáš Divíšek (37:00) Marek Sikora (50:48) Lukáš Pulpán (PS) | 6:5 n. P. (1:2, 3:2, 1:1, 0:0, 1:0) Spielbericht | KalPa Kuopio Kasperi Kapanen (5:01) Kasperi Kapanen (19:15) Jasse Ikonen (37:25) Janne Kolehmainen (39:55) Jyri Junnila (48:34) | Sportarena, Chomutov Zuschauer: 1.711 |

| 30. August 2013 18:00 Uhr | HC Slovan Bratislava Mário Bližňák (7:50) Milan Kolena (37:20) Tomáš Mojžíš (52:18) Milan Bartovič (59:42) | 4:2 (1:0, 1:2, 2:0) Spielbericht | Linköping HC Jonas Junland (30:37) Joachim Rohdin (39:05) | Hant Aréna, Skalica Zuschauer: 1.875 |

| 31. August 2013 17:30 Uhr | Piráti Chomutov David Kämpf (11:57) David Hruška (48:26) David Hruška (55:20) | 3:6 (1:3, 0:2, 2:1) Spielbericht | JYP Jyväskylä Max Wärn (0:25) Ramzi Abid (1:45) Matias Myttynen (10:15) Ramzi Abid (21:42) Yohann Auvitu (39:25) Ossi Louhivaara (59:47) | Sportarena, Chomutov Zuschauer: 2.098 |

| 31. August 2013 18:30 Uhr | UPC Vienna Capitals Mario Fischer (36:48) | 1:2 (0:1, 1:1, 0:0) Spielbericht | HV71 Jönköping Marcus Nilson (19:21) Ted Brithén (27:52) | Albert-Schultz-Eishalle, Wien Zuschauer: 3.050 |

| 1. September 2013 17:00 Uhr | HC Sparta Prag Tomas Rachunek (10:37) Jan Piskáček (35:30) Karel Kubat (36:44) Lukáš Klimek (37:48) Jan Buchtele (53:17) Lukas Klimek (59:25) | 6:4 (1:1, 3:1, 2:2) Spielbericht | KalPa Kuopio Jukka Voutilainen (18:36) Janne Kolehmainen (21:00) Kasperi Kapanen (40:32) Luke Pither (57:37) | Tipsport Arena, Prag Zuschauer: 0995 |

| 1. September 2013 18:00 Uhr | HC Slovan Bratislava Michel Miklík (0:40) Milan Bartovič (14:14) Milan Bartovič (25:10) Tomáš Mikúš (28:31) Michal Sersen (33:50) Libor Hudáček (34:56) Milan Bartovič (56:53) | 7:4 (2:1, 4:1, 1:2) Spielbericht | HV71 Jönköping Ted Brithén (10:06) Patrik Carlsson (33:00) Brett Sterling (43:05) Brett Sterling (56:31) | Easton Arena, Piešťany Zuschauer: 2.167 |

| 1. September 2013 18:30 Uhr | UPC Vienna Capitals Benoît Gratton (16:55) Justin Keller (22:20, 49:49) | 3:4 (1:2, 1:1, 1:1) Spielbericht | Linköping HC Chad Kolarik (8:18) Chad Kolarik (19:47) Linus Hultström (39:01) Jonas Junland (57:39) | Albert-Schultz-Eishalle, Wien Zuschauer: 2.800 |

| 5. September 2013 19:00 Uhr | Linköping HC Johannes Salmonsson (8:12) Chad Kolarik (11:25) Simon Hjalmarsson (35:07) Chad Kolarik (58:49) | 4:5 n. V. (2:1, 1:2, 1:1, 0:1) Spielbericht | HV71 Jönköping Anton Bengtsson (17:02) Elias Fälth (22:40) Sebastian Strandberg (29:29) Andreas Jämtin (48:08) Andreas Jämtin (61:25) | Cloetta Center, Linköping Zuschauer: 3.487 |

| 6. September 2013 18:30 Uhr | HC Sparta Prag Karel Pilař (29:53) Jaroslav Hlinka (42:33) Dominik Simon (49:11) | 3:0 (0:0, 1:0, 2:0) Spielbericht | Piráti Chomutov | Tipsport Arena, Prag Zuschauer: 0282 |

| 6. September 2013 18:30 Uhr | JYP Jyväskylä Markus Poukkula (2:29) Éric Perrin (40:41) Max Wärn (57:42) | 3:1 (1:0, 0:0, 2:1) Spielbericht | KalPa Kuopio Jukka Voutilainen (55:25) | Synergia-areena, Jyväskylä Zuschauer: 2.202 |

| 7. September 2013 17:00 Uhr | KalPa Kuopio Max Wärn (16:16) Yohann Auvitu (28:04) Markus Poukkula (59:00) | 0:3 (0:1, 0:1, 0:1) Spielbericht | JYP Jyväskylä | Trust Kapital Areena, Kuopio Zuschauer: 2.397 |

| 8. September 2013 16:00 Uhr | HV71 Jönköping Aaron Gagnon (9:44) Johan Lindström (23:02) Kevin Fiala (23:48) Ted Brithén (49:46) | 4:5 (1:1, 2:1, 1:3) Spielbericht | Linköping HC Mattias Sjögren (5:58) Pär Arlbrandt (35:31) Pär Arlbrandt (51:52) Jakub Vrána (52:30) Chad Kolarik (58:23) | Kinnarps Arena, Jönköping Zuschauer: 5.303 |

| Pl. |                      | Sp | S | OTS | OTN | N | Tore  | Punkte |
| 1.  | JYP Jyväskylä        | 8  | 6 | 0   | 1   | 1 | 30:19 | 19     |
| 2.  | HC Slovan Bratislava | 8  | 5 | 0   | 1   | 2 | 31:25 | 16     |
| 3.  | Linköping HC         | 8  | 5 | 0   | 1   | 2 | 27:22 | 16     |
| 4.  | HC Sparta Prag       | 8  | 3 | 2   | 1   | 2 | 28:21 | 14     |
| 5.  | HV71 Jönköping       | 8  | 3 | 1   | 0   | 4 | 28:25 | 11     |
| 6.  | UPC Vienna Capitals  | 8  | 2 | 1   | 1   | 4 | 23:24 | 9      |
| 7.  | KalPa Kuopio         | 8  | 2 | 0   | 1   | 5 | 17:28 | 7      |
| 8.  | Piráti Chomutov      | 8  | 0 | 2   | 0   | 6 | 19:39 | 4      |

### West Division
| 9. August 2013 19:45 Uhr | EV Zug Rob Schremp (11:20) | 1:0 (1:0, 0:0, 0:0) Spielbericht | ZSC Lions Zürich | Bossard Arena, Zug Zuschauer: 3.744 |

| 13. August 2013 19:00 Uhr | Färjestad BK Karlstad Ville Lajunen (4:11) Per Åslund (8:07) Tomáš Hyka (21:13) Marius Holtet (19:56) | 4:2 (2:0, 0:1, 2:1) Spielbericht | HIFK Helsinki Toni Leinonen (26:12) Eero Somervuori (36:07) | Löfbergs Lila Arena, Karlstad Zuschauer: 3.812 |

| 13. August 2013 19:00 Uhr | Frölunda HC Göteborg Andreas Johnsson (2:34) Pontus Widerström (29:19) Joel Lundqvist (41:13) Jonas Ahnelöv (55:51) | 4:0 (1:0, 1:0, 2:0) Spielbericht | Jokerit Helsinki | Frölundaborg, Göteborg Zuschauer: 4.542 |

| 13. August 2013 19:00 Uhr | ZSC Lions Zürich Robert Nilsson (4:58) Ryan Keller (24:38) Ryan Shannon (54:02) | 3:4 (1:0, 1:1, 1:3) Spielbericht | ERC Ingolstadt John Laliberté (21:36) Alexander Oblinger (49:04) Travis Turnbull (55:29) Jared Ross (57:51) | Hallenstadion, Zürich Zuschauer: 1.020 |

| 15. August 2013 14:30 Uhr | ERC Ingolstadt Tyler Bouck (2:25) Jean-François Boucher (33:50) Alexander Oblinger (45:06) John Laliberté (51:46) | 4:0 (1:0, 1:0, 2:0) Spielbericht | EV Zug | Saturn-Arena, Ingolstadt Zuschauer: 2.509 |

| 15. August 2013 18:30 Uhr | Jokerit Helsinki | 0:2 (0:0, 0:1, 0:1) Spielbericht | Färjestad BK Karlstad Linus Fröberg (31:06) Marius Holtet (59:11) | Valtti Arena, Vantaa Zuschauer: 1.736 |

| 16. August 2013 18:30 Uhr | HIFK Helsinki Toni Söderholm (36:41) | 1:5 (0:0, 1:3, 0:2) Spielbericht | Frölunda HC Göteborg Robin Figren (23:50) John Klingberg (30:32) Robin Figren (37:45) Andreas Johnsson (42:00) Tom Nilsson (45:12) | Valtti Arena, Vantaa Zuschauer: 1.800 |

| 16. August 2013 20:00 Uhr | Adler Mannheim Marcus Kink (32:09) Mirko Höfflin (55:45) | 2:5 (0:3, 1:1, 1:1) Spielbericht | ZSC Lions Zürich Patrik Bärtschi (1:07) Morris Trachsler (6:32) Luca Cunti (13:07) Morris Trachsler (35:23) Stephan Widmer (47:58) | Güttingersreuti, Weinfelden Zuschauer: 1.001 |

| 17. August 2013 17:00 Uhr | EV Zug Fabian Sutter (17:17) Alessio Bertaggia (33:10) | 2:5 (1:2, 1:1, 0:2) Spielbericht | Adler Mannheim Frank Mauer (16:07) Yanick Lehoux (19:34) Matthias Plachta (24:52) Matthias Plachta (41:27) Mike Vernace (52:05) | Bossard Arena, Zug Zuschauer: 2.412 |

| 22. August 2013 18:30 Uhr | Jokerit Helsinki Antti Tyrväinen (2:12) Teemu Eronen (15:30) Mikko Kousa (41:19) Antti Tyrväinen (57:56) | 4:1 (2:0, 0:1, 2:0) Spielbericht | EV Zug Rob Schremp (20:08) | Valtti Arena, Vantaa Zuschauer: 1.795 |

| 23. August 2013 18:30 Uhr | HIFK Helsinki Austin Block (13:25) Rico Fata (28:51) Rico Fata (44:49) Matti Kuparinen (54:36) Iiro Pakarinen (56:44) Toni Leinonen (59:11) | 6:4 (1:1, 1:2, 4:1) Spielbericht | ZSC Lions Zürich Severin Blindenbacher (5:19) Roman Wick (26:52) Patrik Bärtschi (39:49) Mathias Seger (47:29) | Valtti Arena, Vantaa Zuschauer: 1.528 |

| 23. August 2013 19:00 Uhr | Färjestad BK Karlstad Max Görtz (12:58) Rickard Wallin (28:49) Devin DiDiomete (29:14) Ville Lajunen (48:06) | 4:1 (1:0, 2:0, 1:1) Spielbericht | Adler Mannheim Christoph Ullmann (50:58) | Löfbergs Lila Arena, Karlstad Zuschauer: 3.468 |

| 23. August 2013 19:00 Uhr | Frölunda HC Göteborg Andreas Johnsson (0:59) Erik Gustafsson (24:24) Andreas Johnsson (24:47) Evan McGrath (25:50) Anton Blidh (31:03) Alexander Wennberg (56:29) Robin Figren (55:44) | 7:3 (1:2, 4:0, 2:1) Spielbericht | ERC Ingolstadt Robert Sabolič (2:22) Greg Classen (2:39) Alexander Oblinger (42:16) | Scandinavium, Göteborg Zuschauer: 2.798 |

| 24. August 2013 13:00 Uhr | Jokerit Helsinki Juhani Tyrväinen (48:17) | 1:2 (0:0, 0:1, 1:1) Spielbericht | ZSC Lions Zürich Patrik Bärtschi (9:05) Patrik Bärtschi (48:39) | Valtti Arena, Vantaa Zuschauer: 1.627 |

| 24. August 2013 18:30 Uhr | HIFK Helsinki János Hári (20:38) Matti Kuparinen (49:47) Toni Söderholm (52:36) | 3:4 n. P. (0:2, 1:1, 2:0, 0:0, 0:1) Spielbericht | EV Zug Andrew Hutchinson (10:04) Lino Martschini (15:12) Björn Christen (25:51) Björn Christen (PS) | Valtti Arena, Vantaa Zuschauer: 1.580 |

| 25. August 2013 16:00 Uhr | Frölunda HC Göteborg Sebastian Collberg (41:20) Frank Mauer (42:27) | 2:3 n. P. (0:0, 0:0, 2:2, 0:0, 0:1) Spielbericht | Adler Mannheim John Klingberg (51:29) Steve Wagner (53:43) Mirko Höfflin (PS) | Scandinavium, Göteborg Zuschauer: 2.320 |

| 25. August 2013 19:00 Uhr | Färjestad BK Karlstad Garrett Stafford (2:33) Pontus Åberg (22:35) Per Åslund (56:12) | 3:0 (1:0, 1:0, 1:0) Spielbericht | ERC Ingolstadt | Löfbergs Lila Arena, Karlstad Zuschauer: 1.974 |

| 28. August 2013 19:30 Uhr | ERC Ingolstadt Björn Barta (45:02) Tim Hambly (59:20) | 2:3 (0:0, 0:1, 2:2) Spielbericht | Adler Mannheim Frank Mauer (29:47) Marcus Kink (45:55) Christoph Ullmann (50:33) | Saturn-Arena, Ingolstadt Zuschauer: 1.929 |

| 30. August 2013 18:30 Uhr | Jokerit Helsinki Teuvo Teräväinen (23:10) Teuvo Teräväinen (40:36) | 2:0 (0:0, 1:0, 1:0) Spielbericht | HIFK Helsinki | Hartwall Areena, Helsinki Zuschauer: 7.079 |

| 30. August 2013 19:45 Uhr | ZSC Lions Zürich Patrik Bärtschi (28:59) | 1:2 (0:0, 1:2, 0:0) Spielbericht | Färjestad BK Karlstad Anton Grundel (39:13) Max Görtz (39:49) | Kunsteisbahn Im Chreis, Dübendorf Zuschauer: 1.567 |

| 30. August 2013 19:45 Uhr | EV Zug Lino Martschini (4:18) Reto Suri (10:08) Samuel Erni (27:32) | 3:7 (2:0, 1:5, 0:2) Spielbericht | Frölunda HC Göteborg Christoffer Perssin (21:50) Fabian Brunnström (22:32) Christian Bäckman (23:43) Anton Axelsson (24:02) Sebastian Collberg (32:36) Alexander Wennberg (45:34) Christian Bäckman (55:05) | Bossard Arena, Zug Zuschauer: 2.546 |

| 31. August 2013 17:00 Uhr | HIFK Helsinki | 0:4 (0:0, 0:2, 0:2) Spielbericht | Jokerit Helsinki Steve Moses (28:15) Antti-Jussi Niemi (29:57) Nichlas Hardt (45:25) Jarkko Ruutu (57:17) | Valtti Arena, Vantaa Zuschauer: 1.800 |

| 31. August 2013 18:00 Uhr | EV Zug Nolan Diem (41:54) | 1:4 (0:1, 0:1, 1:2) Spielbericht | Färjestad BK Karlstad Joakim Hillding (18:20) Joakim Nygård (26:08) Max Görtz (44:04) Marius Holtet (59:06) | Bossard Arena, Zug Zuschauer: 2.213 |

| 31. August 2013 19:00 Uhr | ZSC Lions Zürich Roman Wick (30:18) Patrick Geering (34:49) Ryan Keller (59:15) | 3:1 (0:1, 2:0, 1:0) Spielbericht | Frölunda HC Göteborg Magnus Kahnberg (7:17) | Kunsteisbahn Im Chreis, Dübendorf Zuschauer: 1.018 |

| 1. September 2013 18:30 Uhr | Adler Mannheim Frank Mauer (3:11) Matthias Plachta (12:04) Yanick Lehoux (PS) | 3:2 n. P. (2:0, 0:0, 0:2, 0:0, 1:0) Spielbericht | ERC Ingolstadt John Laliberté (59:11) Jakub Ficenec (59:41) | Kolbenschmidt Arena, Heilbronn Zuschauer: 1.547 |

| 5. September 2013 19:30 Uhr | ERC Ingolstadt Jared Ross (6:19) Tim Conboy (13:19) Robert Sabolič (13:59) Christoph Gawlik (35:36) Jean-François Boucher (42:01) | 5:2 (3:0, 1:1, 1:1) Spielbericht | HIFK Helsinki Iiro Pakarinen (22:54) Rico Fata (49:03) | Saturn-Arena, Ingolstadt Zuschauer: 1.744 |

| 5. September 2013 19:30 Uhr | Adler Mannheim Matthias Plachta (43:02) | 1:2 n. V. (0:1, 0:0, 1:0, 0:1) Spielbericht | Jokerit Helsinki Janne Lathi (14:58) Ossi Väänänen (60:59) | SAP Arena, Mannheim Zuschauer: 6.214 |

| 6. September 2013 19:00 Uhr | Frölunda HC Göteborg Evan McGrath (13:21) Sebastian Collberg (21:46) Andreas Johnsson (25:24) Robin Figren (26:53) Anton Axelsson (59:47) | 5:2 (1:0, 3:1, 1:1) Spielbericht | Färjestad BK Karlstad Per Åslund (34:58) Max Görtz (42:33) | Scandinavium, Göteborg Zuschauer: 7.828 |

| 6. September 2013 20:00 Uhr | ZSC Lions Zürich Mike Künzle (1:32) Severin Blindenbacher (5:32) Ronalds Ķēniņš (41:58) | 3:2 (2:1, 0:0, 1:1) Spielbericht | EV Zug Björn Christen (11:19) Björn Christen (52:44) | Kunsteisbahn Küsnacht, Küsnacht Zuschauer: 1.050 |

| 7. September 2013 12:00 Uhr | Adler Mannheim Dominik Bittner (17:14) Frank Mauer (21:12) Yanick Lehoux (23:46) | 3:2 (1:2, 2:0, 0:0) Spielbericht | HIFK Helsinki Tony Salmelainen (6:01) Corey Elkins (11:21) | SAP Arena, Mannheim Zuschauer: 5.479 |

| 7. September 2013 16:00 Uhr | Färjestad BK Karlstad Shawn Belle (32:19) Joakim Nygård (55:07) | 2:1 (0:0, 1:1, 1:0) Spielbericht | Frölunda HC Göteborg Evan McGrath (24:20) | Löfbergs Lila Arena, Karlstad Zuschauer: 3.530 |

| 7. September 2013 18:30 Uhr | ERC Ingolstadt Christoph Gawlik (20:58) Derek Hahn (27:48) | 2:4 (0:1, 2:1, 0:2) Spielbericht | Jokerit Helsinki Nichlas Hardt (1:13) Semir Ben-Amor (28:21) Steve Moses (56:32) Tomi Mäki (59:09) | Saturn-Arena, Ingolstadt Zuschauer: 1.543 |

| Pl. |                       | Sp | S | OTS | OTN | N | Tore  | Punkte |
| 1.  | Färjestad BK Karlstad | 8  | 7 | 0   | 0   | 1 | 23:11 | 21     |
| 2.  | Frölunda HC Göteborg  | 8  | 5 | 0   | 1   | 2 | 32:17 | 16     |
| 3.  | Jokerit Helsinki      | 8  | 4 | 1   | 0   | 3 | 17:12 | 14     |
| 4.  | Adler Mannheim        | 8  | 3 | 2   | 1   | 2 | 21:21 | 14     |
| 5.  | ZSC Lions Zürich      | 8  | 4 | 0   | 0   | 4 | 21:19 | 12     |
| 6.  | ERC Ingolstadt        | 8  | 3 | 0   | 1   | 4 | 22:25 | 10     |
| 7.  | EV Zug                | 8  | 1 | 1   | 0   | 6 | 14:30 | 5      |
| 8.  | HIFK Helsinki         | 8  | 1 | 0   | 1   | 6 | 16:31 | 4      |

## Finalrunde
Die Finalrunde wird unter dem Namen Red Bulls Salute ausgetragen. Erstmals werden sich nur sechs Mannschaften dafür qualifizieren. Diese spielen dann zuerst in zwei Gruppen à drei Mannschaften im Jeder-gegen-Jeden Modus. Die beiden Gruppensieger bestreiten anschließend das  Finale. Für das Red Bull Salute ist neben den vier Gruppensiegern und dem Gastgeber Eisbären Berlin auch der beste Gruppenzweite qualifiziert.

### Austragungsort
| \| Berlin \|                        |
| Austragungsort des Red Bulls Salute |
| Berlin                              |

| Berlin |

Anders als in den vergangenen Jahren wird das Red Bull Salute 2013 nur in einer Stadt stattfinden. Auf der Facebook-Präsenz der European Trophy wurde eine Umfrage unter den Fans gestartet, bei der sich Berlin und Pardubice als Favoriten absetzten. Am Ende erhielt Berlin mit der O2 World den Zuschlag und wird vom 19. bis zum 22. Dezember das Turnier ausrichten.

### Modus
Die sechs qualifizierten Mannschaften spielen zunächst in zwei Dreiergruppen. Die beiden Gruppengewinner spielen im Finale um den Turniersieg.
| Gruppe A - Eisbären Berlin - Frölunda HC Göteborg - Färjestad BK Karlstad | Gruppe B - Djurgårdens IF Stockholm - JYP Jyväskylä - Luleå HF |

### Gruppe A
| 19. Dezember 2013 20:30 Uhr | Färjestad BK Karlstad Milan Gulaš (7:14) Milan Gulaš (23:48) Pontus Åberg (33:00) Joakim Nygård (52:45) Milan Gulaš (58:41) | 5:2 (1:1, 2:1, 2:0) | Frölunda HC Göteborg Magnus Kahnberg (6:31) Robin Figren (39:11) | O2 World, Berlin Zuschauer: 1.050 |

| 20. Dezember 2013 20:30 Uhr | Eisbären Berlin | 0:4 (0:0, 0:3, 0:1) | Färjestad BK Karlstad Milan Gulaš (20:40) Milan Gulaš (31:46) Per Åslund (37:37) Jack Connolly (47:16) | O2 World, Berlin Zuschauer: 3.900 |

| 21. Dezember 2013 20:30 Uhr | Eisbären Berlin Shawn Lalonde (27:14) Mads Christensen (27:37) Matt Foy (28:16) Constantin Braun (35:47) | 4:3 (0:0, 4:2, 0:1) | Frölunda HC Göteborg Robin Figren (21:44) Mathis Olimb (31:33) Anton Blidh (42:08) | O2 World, Berlin Zuschauer: 4.200 |

| Pl. |                       | Sp | S | OTS | OTN | N | Tore | Punkte |
| 1.  | Färjestad BK Karlstad | 2  | 2 | 0   | 0   | 0 | 9:2  | 6      |
| 2.  | Eisbären Berlin       | 2  | 1 | 0   | 0   | 1 | 4:7  | 3      |
| 3.  | Frölunda HC Göteborg  | 2  | 0 | 0   | 0   | 2 | 5:9  | 0      |

### Gruppe B
| 19. Dezember 2013 17:00 Uhr | JYP Jyväskylä Jonne Virtanen (23:48) Oula Palve (24:48) Max Wärn (34:19) | 3:1 (0:0, 3:0, 0:1) | Djurgårdens IF Stockholm Marcus Sörensen (57:24) | O2 World, Berlin Zuschauer: 1.900 |

| 20. Dezember 2013 17:00 Uhr | Luleå HF Per Ledin (3:19) Robin Jonsson (50:23) | 2:3 n. P. (1:0, 0:1, 1:1, 0:0, 0:1) | JYP Jyväskylä Markus Nenonen (30:31) Éric Perrin (37:48) Éric Perrin (PS) | O2 World, Berlin Zuschauer: 2.500 |

| 21. Dezember 2013 17:00 Uhr | Luleå HF Jan Sandström (28:21) Niklas Fogström (33:37) Jan Sandström (49:16) Karl Fabricius (59:52) | 4:2 (0:0, 2:1, 2:1) | Djurgårdens IF Stockholm Mikael Ahlén (38:49) Michael Holmqvist (57:34) | O2 World, Berlin Zuschauer: 2.600 |

| Pl. |                          | Sp | S | OTS | OTN | N | Tore | Punkte |
| 1.  | JYP Jyväskylä            | 2  | 1 | 1   | 0   | 0 | 6:3  | 5      |
| 2.  | Luleå HF                 | 2  | 1 | 0   | 1   | 0 | 4:7  | 4      |
| 3.  | Djurgårdens IF Stockholm | 2  | 0 | 0   | 0   | 2 | 3:7  | 0      |

### Finale
| 22. Dezember 2013 20:15 Uhr | Färjestad BK Karlstad Anton Grundel (31:30) | 1:2 (0:1, 1:1, 0:0) | JYP Jyväskylä Max Wärn (8:25) Markus Nenonen (21:56) | O2 World, Berlin Zuschauer: 3.100 |